# وزیر دارایی استونی
وزیر دارایی استونی (انگلیسی: Minister of Finance) یکی از وزیران دولت استونی است که مسئول وزارت دارایی استونی می‌باشد.

## فهرست وزیران

### ۱۹۱۸–۱۹۴۰ (وزیر دارایی و اقتصاد)
- ۱۹۱۸–۱۹۲۰ یوهان کوک (وزیر دارایی)
- 1920 Tõnis Vares (وزیر دارایی)
- 1920–1921 Karl August Baars (وزیر دارایی)
- 1921–1924 Georg Vestel (وزیر دارایی)
- 1924 Karl August Baars (وزیر دارایی)
- ۱۹۲۴ اوتو استراندمن (وزیر دارایی)
- 1924–1927 Leo Sepp (وزیر دارایی)
- 1927–1928 Anton Teetsov (وزیر دارایی)
- 1928–1929 Aleksander Oinas (وزیر دارایی)
- 1929–1931 Johannes-Friedrich Zimmermann (وزیر اقتصاد)
- ۱۹۳۱ میکل پونگ (وزیر اقتصاد)
- 1931–1932 August Jürman (وزیر اقتصاد)
- 1932 Oskar Suursööt (وزیر اقتصاد)
- 1932 Johannes-Friedrich Zimmermann (وزیر اقتصاد)
- 1932–1933 August Jürman (وزیر اقتصاد)
- 1933 Peeter Kurvits (وزیر اقتصاد)
- 1933–1938 Karl Selter (وزیر اقتصاد)
- 1938–1940 Leo Sepp (وزیر اقتصاد)

### ۱۹۴۴ (وزیر دارایی)
- ۱۹۴۴ Hugo Pärtelpoeg (وزیر دارایی در دولت اوتو تیف از ۱۸ سپتامبر ۱۹۴۴ تا ۲۲ سپتامبر ۱۹۴۴)

### ۱۹۹۰–تاکنون (وزیر دارایی)
- 1990–1992 Rein Miller (وزیر دارایی)
- 1992–1994 Madis Üürike (وزیر دارایی)
- ۱۹۹۴ هیکی کرانیچ (وزیر دارایی)
- ۱۹۹۴–۱۹۹۵ آندرس لیپستوک (وزیر دارایی)
- ۱۹۹۵–۱۹۹۹ مارت اوپمان (وزیر دارایی)
- ۱۹۹۹–۲۰۰۲ سیم کالاس (وزیر دارایی)
- ۲۰۰۲–۲۰۰۳ هری اوناپو (وزیر دارایی)
- ۲۰۰۳ تونیس پالتس (وزیر دارایی)
- ۲۰۰۳–۲۰۰۵ تاوی وسکیماگی (وزیر دارایی)
- ۲۰۰۵–۲۰۰۷ آیوار سوئرد (وزیر دارایی)
- ۲۰۰۷–۲۰۰۹ ایواری پادار (وزیر دارایی)
- ۲۰۰۹–۲۰۱۴ یورگن لیگی (وزیر دارایی)
- ۲۰۱۴–۲۰۱۵ ماریس لاوری (وزیر دارایی)
- ۲۰۱۵–۲۰۱۷ اسون سستر (وزیر دارایی)
- ۲۰۱۷–۲۰۱۹ توماس تونیسته (وزیر دارایی)
- ۲۰۱۹–۲۰۲۱ مارتین هلمه (وزیر دارایی)
- ۲۰۲۱–تاکنون کیت پنتوس-روسیمانوس (وزیر دارایی)